# マレク・サモチュク
マレク・サモチュク（Marek Samociuk、1996年7月15日 - ）は、ポーランドの男性総合格闘家。Uniq Fight Club所属。

## 来歴
アマチュアで戦績を重ね、ポーランドのALMMAで金メダルを獲得。2019年にプロデビューし、2020年にはWotoreの過酷なトーナメントで優勝。複数団体を経て2021年からKSWに参戦し、5戦目の敗戦後にワルシャワのUniq Fight Clubへ拠点を移す。2024年1月以降は3連勝中と好調を維持している。

### RIZIN
KSWの推薦選手として、RIZINが10年振りに行うRIZIN WORLD GP 2025 ヘビー級トーナメントに参戦が決定した。
2025年5月4日、RIZIN男祭りのRIZIN WORLD GP 2025 ヘビー級トーナメント1回戦でダニエル・ジェームスと対戦し、3-0の判定勝ちを収めた。なお、相手のジェームスが前日計量で契約体重を800gオーバーしたものの、ジェームスの超過体重が1.00kg未満のため「RIZINワールドグランプリ2025ヘビー級トーナメント特別規定」に則りこの試合はノーコンテストを適用せずにトーナメント公式戦として試合を実施し、ジェームスにはレッドカード提示による減点50のペナルティを課した状態で行われた。

## 戦績

### プロ総合格闘技
| 総合格闘技 戦績 | 総合格闘技 戦績 | 総合格闘技 戦績 | 総合格闘技 戦績 | 総合格闘技 戦績 | 総合格闘技 戦績 | 総合格闘技 戦績 |
| --------------- | --------------- | --------------- | --------------- | --------------- | --------------- | --------------- |
| 13 試合         | (T)KO           | 一本            | 判定            | その他          | 引き分け        | 無効試合        |
| 9 勝            | 4               | 0               | 5               | 0               | 0               | 0               |
| 4 敗            | 3               | 1               | 0               | 0               | 0               | 0               |

| 勝敗 | 対戦相手                     | 試合結果                       | 大会名                                                          | 開催年月日     |
|      | アレクサンダー・ソルダトキン | 試合前                         | RIZIN.51 【RIZINヘビー級WORLDグランプリ決勝】                   | 2025年9月28日  |
| ○    | ジョゼ・アウグスト           | 5分3R終了 判定3-0              | 超RIZIN.4 真夏の喧嘩祭り 【RIZINヘビー級WORLDグランプリ準決勝】 | 2025年7月27日  |
| ○    | ダニエル・ジェームス         | 5分3R終了 判定3-0              | RIZIN男祭り 【RIZINヘビー級WORLDグランプリ1回戦】               | 2025年5月4日   |
| ○    | フィリップ・スタヴォウィ     | 5分3R終了 判定3-0              | KSW 104: Kuberski vs. Romanowski                                | 2025年3月8日   |
| ○    | デニス・ゴルニアック         | 1R 2:09 KO (パンチ)            | KSW 96: Pawlak vs. Janikowski 2                                 | 2024年7月20日  |
| ○    | オレグス・ジェメリヤノフス   | 2R 3:14 KO (パンチ)            | KSW 90: Wrzosek vs. Vitasović                                   | 2024年1月20日  |
| ×    | フィリップ・スタヴォウィ     | 2R 4:39 リアネイキッドチョーク | KSW 81: Bartosiński vs. Szczepaniak                             | 2023年4月22日  |
| ×    | カミル・ガヴリヨレク         | 1R 4:37 KO（パンチ）           | KSW 76: Parnasse vs. Rajewski                                   | 2022年11月12日 |
| ○    | イズアグベ・ウゴノ           | 1R 3:38 KO (パンチ)            | KSW 70: Pudzian vs. Materla                                     | 2022年5月28日  |
| ×    | ミハウ・キタ                 | 1R 3:22 KO（パンチ）           | KSW 65: Khalidov vs. Soldić                                     | 2021年12月18日 |
| ○    | イズアグベ・ウゴノ           | 2R 0:27 KO (パンチ)            | KSW 60: Narkun vs. De Fries 2                                   | 2021年4月24日  |
| ○    | トマシュ・ヤニシェフスキ     | 5分3R終了 判定3-0              | EFM Show 1: Różański vs. Pasternak                              | 2021年4月9日   |
| ×    | ポール・ビアラス             | 1R 4:37 KO（パンチ）           | Thunderstrike Fight League 19                                   | 2019年12月21日 |
| ○    | ピオトル・モチョツキ         | 5分3R終了 判定2-1              | Thunderstrike Fight League 17                                   | 2019年5月25日  |